# 量子化 (情報科学)
情報科学における量子化（英: quantization）は低精度離散値への数値変換である。

## 概要
マクロな自然界に存在する値の多くはアナログ（連続値）である一方、デジタルな表現（離散値）が求められる場合が存在する。例えば現代のコンピュータ（デジタルコンピュータ）はそもそもアナログ値を扱えない。また離散値を更に低精度の、粗い数値へ変換したい場合も存在する。例えば音響信号処理ではデータ量を減らす為に64bit浮動小数点数を16bit整数にしばしば変換する。これらのような、低精度離散値への数値変換が量子化である。

## 表現
用途に合わせた様々な量子表現が存在する。以下は表現と具体的用途の一例である：
|          |              | 出力範囲 | 出力範囲       |
| 無限     | 有限         |          |                |
| -------- | ------------ | -------- | -------------- |
| 入力単位 | スカラー     |          | パルス符号変調 |
| 入力単位 | サブベクトル |          |                |
| 入力単位 | ベクトル     |          | CELP、TwinVQ   |

入力単位による分類では、1つの量子に対応する入力の形状で分類される。スカラー量子化は「{\displaystyle x=1.1\rightarrow q=1}」といったスカラー入力の量子化である。ベクトル量子化は「{\displaystyle {\boldsymbol {x}}=(1.1,0.3)\rightarrow q=1}」といったベクトル入力の量子化である。
出力範囲による分類では、出力量子の値が取りうる範囲で分類される。有限範囲では出力が {\displaystyle \left\{q\in \mathbb {Z} \ |\ 0\leq q\leq N\right\}} といった有限個のいずれかになる。無限範囲では離散値の {\displaystyle +\infty } を含む無限個のいずれかになる。
単に「量子化」と言った場合、「有限スカラー量子化」を指す場合が多い。

## 量子化ビット数
量子化ビット数は有限範囲の量子化を表現するために必要なビット数である。
有限範囲の量子化をおこなう場合、表現に必要な情報量を有限値で抑えられる。この情報量が量子化ビット数と呼ばれる。